# Enzo Maggio
Lucio Maggio (Nápoles, 10 de octubre de 1902 - Nápoles, 13 de julio de 1978) fue un actor teatral y cinematográfico de nacionalidad italiana.

## Biografía
Su nombre completo era Vincenzo Maggio, y nació en Nápoles, Italia, en el seno de una familia de intérpretes en la que él era el primogénito, siendo sus hermanos los actores Maggio (Pupella, Rosalía, Dante y Beniamino).
Tras un larga aprendizaje en el teatro de avanspettacolo antes y durante la Segunda Guerra Mundial, Enzo decidió dedicarse también al cine, siguiendo los pasos de sus hermanos Dante y Beniamino quienes, al término del conflicto, debutaron en la pantalla. Enzo llegó a tener algunos papeles de importancia, aunque no llegó a alcanzar la popularidad de sus hermanos. Aun así, trabajó en un número considerable de películas.
Mientras tanto, de manera ocasional trabajaba también en el teatro, en ocasiones con sus hermanos, como en la temporada 1955-1956 con Napoletani a Napoli, de Enzo Lucio Murolo, o en la temporada 1956-1957, con las piezas La Venere coi baffi (de Mario Amendola y Ruggero Maccari) y Girandola di successi (de Vi-erre).
Enzo Maggio falleció en Nápoles, Italia, en el año 1978.

## Filmografía

### Actor
- 1950 : È arrivato il cavaliere, de Mario Monicelli y Steno
- 1950 : Vita da cani, de Mario Monicelli y Steno
- 1951 : Milano miliardaria, de Marcello Marchesi y Vittorio Metz
- 1952 : El jeque blanco, de Federico Fellini
- 1952 : Rimorso, de Armando Grottini
- 1953 : Riscatto, de Marino Girolami
- 1953 : Lasciateci in pace, de Marino Girolami
- 1953 : Un marito per Anna Zaccheo, de Giuseppe De Santis
- 1953 : Siamo tutti inquilini, de Mario Mattoli
- 1953 : La passeggiata, de Renato Rascel
- 1954 : Cose da pazzi, de Georg Wilhelm Pabst
- 1953 : Se vincessi cento milioni, episodio Il tifoso, de Carlo Campogalliani y Carlo Moscovini
- 1953 : Prima di sera, de Piero Tellini
- 1954 : Tripoli, bel suol d'amore, de Ferruccio Cerio
- 1954 : Il grande addio, de Renato Polselli
- 1954 : Napoli piange e ride, de Flavio Calzavara
- 1954 : Graziella, de Giorgio Bianchi
- 1954 : Peppino e la vecchia signora, de Piero Ballerini
- 1954 : Il cantante misterioso, de Marino Girolami
- 1954 : Ulises, de Mario Camerini
- 1956 : Cantando sotto le stelle, de Marino Girolami
- 1956 : I vagabondi delle stelle, de Nino Stresa
- 1956 : Due sosia in allegria, de Ignazio Ferronetti
- 1959 : Il terribile Teodoro, de Roberto Bianchi Montero
- 1959 : Ferdinando I° re di Napoli, de Gianni Franciolini
- 1959 : La scimitarra del Saraceno, de Piero Pierotti
- 1960 : Adua e le compagne, de Antonio Pietrangeli
- 1960 : Il mio amico Jekyll, de Marino Girolami
- 1960 : Caccia al marito, de Marino Girolami
- 1961 : Il re di Poggioreale, de Duilio Coletti
- 1961 : Che gioia vivere, de René Clément
- 1961 : Fantasmi a Roma, de Antonio Pietrangeli
- 1961 : Il segugio, de Bernard Rolland
- 1962 : Gli eroi del doppio gioco, de Camillo Mastrocinque
- 1962 : L'attico, de Gianni Puccini
- 1963 : D'Artagnan contro i 3 moschettieri, de Fulvio Tului
- 1963 : Zorro e i tre moschettieri, de Luigi Capuano
- 1963 : Sansone contro il corsaro nero, de Luigi Capuano
- 1964 : Il piombo e la carne, de Marino Girolami
- 1965 : Superseven chiama Cairo, de Umberto Lenzi
- 1965 : I soldi, episodio Lo scomparso, de Gianni Puccini y Giorgio Cavedon
- 1967 : Starblack, de Giovanni Grimaldi
- 1967 : I fantastici 3 Supermen, de Gianfranco Parolini
- 1967 : Nel sole, de Aldo Grimaldi
- 1967 : Fai in fretta ad uccidermi... ho freddo!, de Citto Maselli
- 1967 : Questi fantasmi, de Renato Castellani
- 1967 : Io non protesto, io amo, de Ferdinando Baldi
- 1967 : I due vigili, de Giuseppe Orlandini
- 1969 : I 2 deputati, de Giovanni Grimaldi
- 1970 : I clowns, de Federico Fellini
- 1971 : Er più - Storia d'amore e di coltello, de Sergio Corbucci
- 1971 : Rimase uno solo e fu la morte per tutti!, de Edoardo Mulargia
- 1971 : Il furto è l'anima del commercio!?..., de Bruno Corbucci
- 1971 : Quando gli uomini armarono la clava e... con le donne fecero din don, de Bruno Corbucci
- 1971 : Posate le pistole, reverendo, de Leopoldo Savona
- 1971 : Trinità e Sartana figli di..., de Mario Siciliano
- 1972 : Decameron '300, de Renato Savino
- 1972 : Gli altri racconti di Canterbury, de Mino Guerrini
- 1973 : Piedone lo sbirro, de Steno
- 1973 : Sette monache a Kansas City, de Marcello Zeani
- 1975 : Piedone a Hong Kong, de Steno
- 1978 : La chica del atardecer, de Dino Risi
- 1978 : La soldatessa alle grandi manovre, de Nando Cicero

### Doblaje
Maggio fue también actor de voz, doblando a los actores Gualtiero De Angelis, Leonardo Severini, Gigi Reder y 
Sergio Fiorentini.